# Forcona
Forcona (anticamente Forconium o Furconium) è stata un'antica località vestina nella valle dell'Aterno.
Di origine repubblicana, fiorì nell'alto Medioevo diventando sede dell'omonima diocesi dal VII secolo fino al 1256. Contribuì, con Amiterno, alla fondazione dell'Aquila, dopo la quale subì un processo di decadenza e progressivo abbandono. Della città e della sua cattedrale, dedicata a Massimo d'Aveia, rimangono numerosi resti che la rendono un importante sito archeologico.

## Geografia

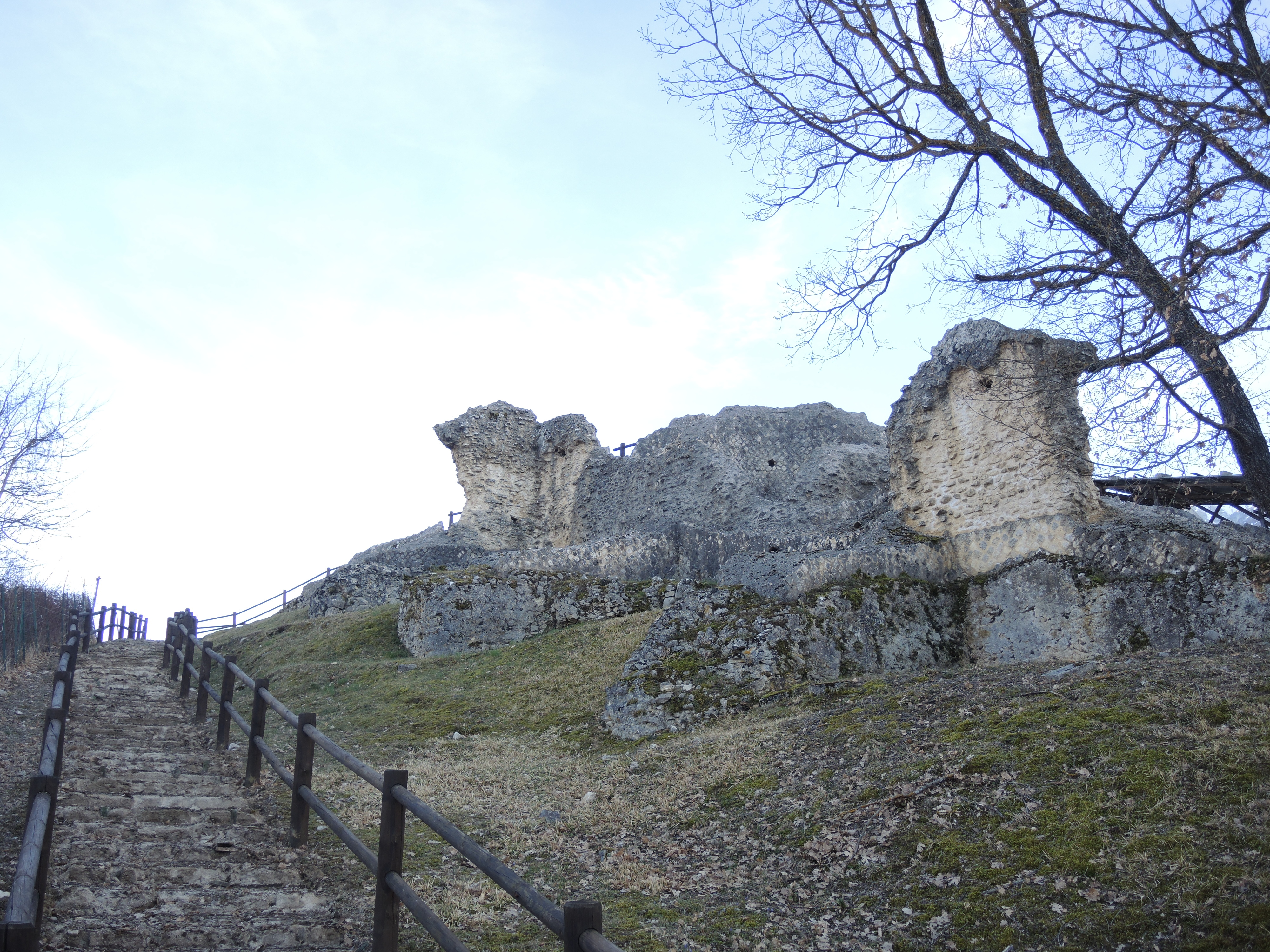
Ingresso

### Territorio
Forcona era situata in corrispondenza dell'attuale Civita di Bagno, al centro della valle dell'Aterno ed al margine meridionale della conca aquilana. Era posta sulla via Claudia Nova — che consentiva il collegamento tra la via Salaria e la via Valeria — e sulla direttrice del tratturo magno; si trovava inoltre a poca distanza da Aveia, municipio romano.
Secondo alcune fonti, il toponimo indicava un sistema di insediamenti diffusi (l'ager forconensis) e non una vera e propria città.

## Origini del nome
L'origine del nome è incerta; secondo alcuni storici Furconium potrebbe derivare da Forum Conae, a sua volta derivante da laccoma (stagno o lago in latino), ad indicare la posizione nei pressi dei laghi di Bagno. A partire dall'età pre-longobarda la città è anche nota con i toponimi di Civitas Furconiae o Civitas S. Maximi, in virtù del fatto che vi venne sepolto Massimo d'Aveia e da cui deriva il nome dell'attuale centro abitato di Civita di Bagno.

## Storia

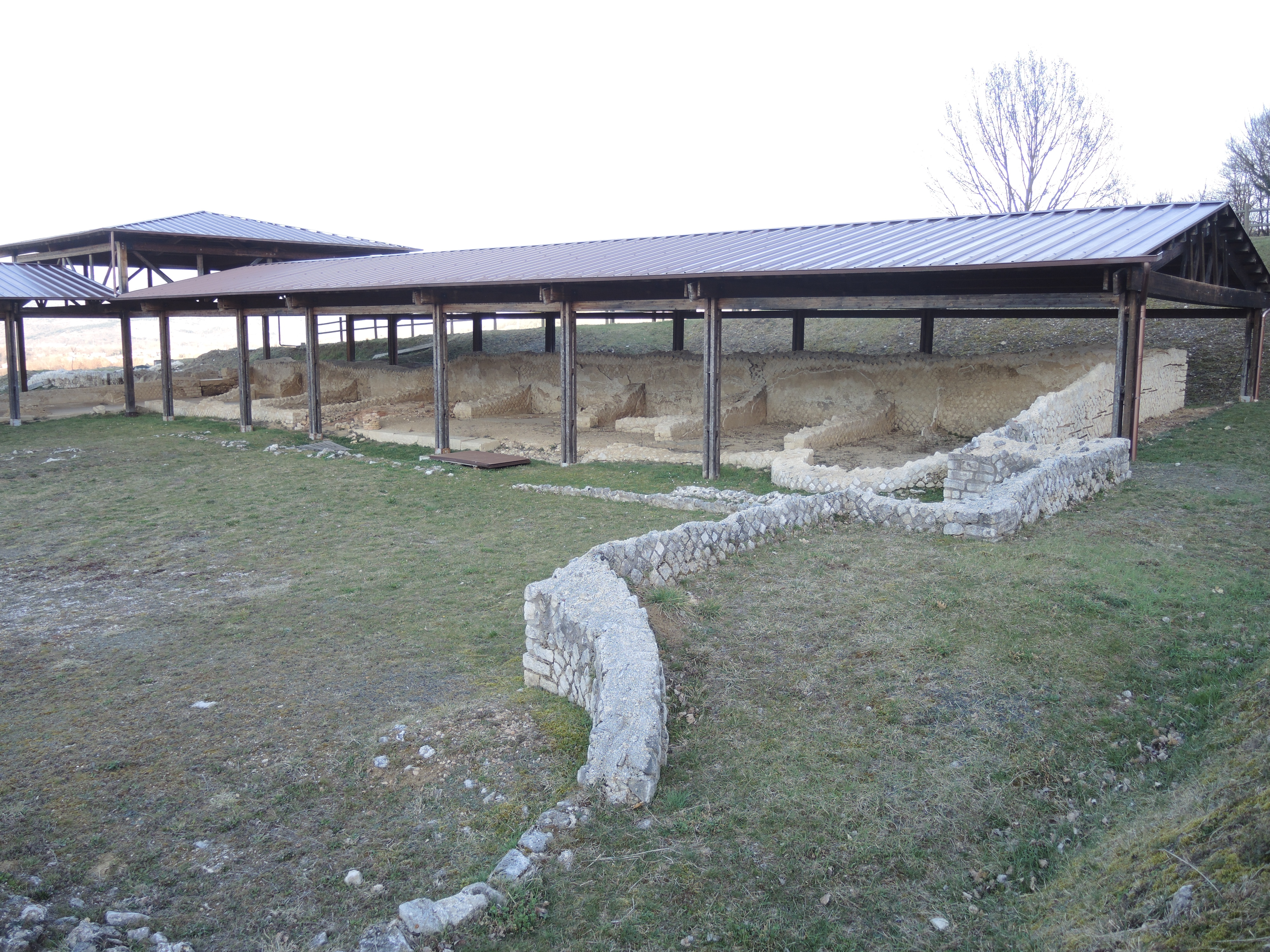
Resti

La datazione del primo sito forconese (Furconium) è riferibile all'età repubblicana. Il centro sorse nel territorio dei Vestini, a poca distanza dalla più nota città di Aveia. Le prime strutture che lo caratterizzarono, rinvenute con gli scavi del 1995-2000, sono databili tra il II ed il I secolo a.C.. La fioritura di Forcona avvenne in età augustea come testimoniato dalla qualità dei reperti con quella datazione. Intorno al 250, nei pressi, venne martirizzato Massimo d'Aveia.
Il centro visse poi un momento di decadenza durante l'età tardo-imperiale Alla distruzione di Aveia da parte dei longobardi, il corpo di San Massimo venne trasferito proprio a Forcona; secondo il Lanzoni, in quell'occasione anche la diocesi di Aveia venne trasferita nella nuova sede.
Nell'alto Medioevo il centro visse un nuovo periodo di fioritura sotto il controllo dell'abbazia di Farfa. Ospitò l'imperatore Ottone I di Sassonia e papa Giovanni XIII che, il 10 giugno 957, si recarono in visita ad omaggiare le spoglie di San Massimo (celebrato proprio il 10 giugno). Nell'XI secolo Forcona fu tra i possedimenti dei Conti dei Marsi, prima che i suoi abitanti si rivoltassero contro di essi. Il contado si frazionò dunque in più contee e venne annesso al Regno di Sicilia.
Nel XIII secolo, insieme ad Amiterno ed a numerosi altri castelli diffusi nella valle dell'Aterno, Forcona concorse alla fondazione dell'Aquila. All'edificazione del Duomo dell'Aquila — che accolse altresì le spoglie di San Massimo — la diocesi di Forcona venne trasferita nella nuova sede con la bolla pontificia Purae fidei di papa Alessandro IV del 22 dicembre 1256. Berardo da Padula, già vescovo di Forcona, divenne de facto vescovo dell'Aquila.
Il trasferimento della diocesi e il progressivo inurbamento dell'Aquila contribuì alla scomparsa di Forcona.